# Torneträsk
Il Torneträsk o Torne träsk (pronuncia svedese: [toːɳɛˈtrɛsːk]; in sami: Duortnosjávri, in finlandese e meänkieli: Tornio o Torniojärvi) è un lago della Svezia, il sesto del Paese scandinavo per estensione.

## Descrizione

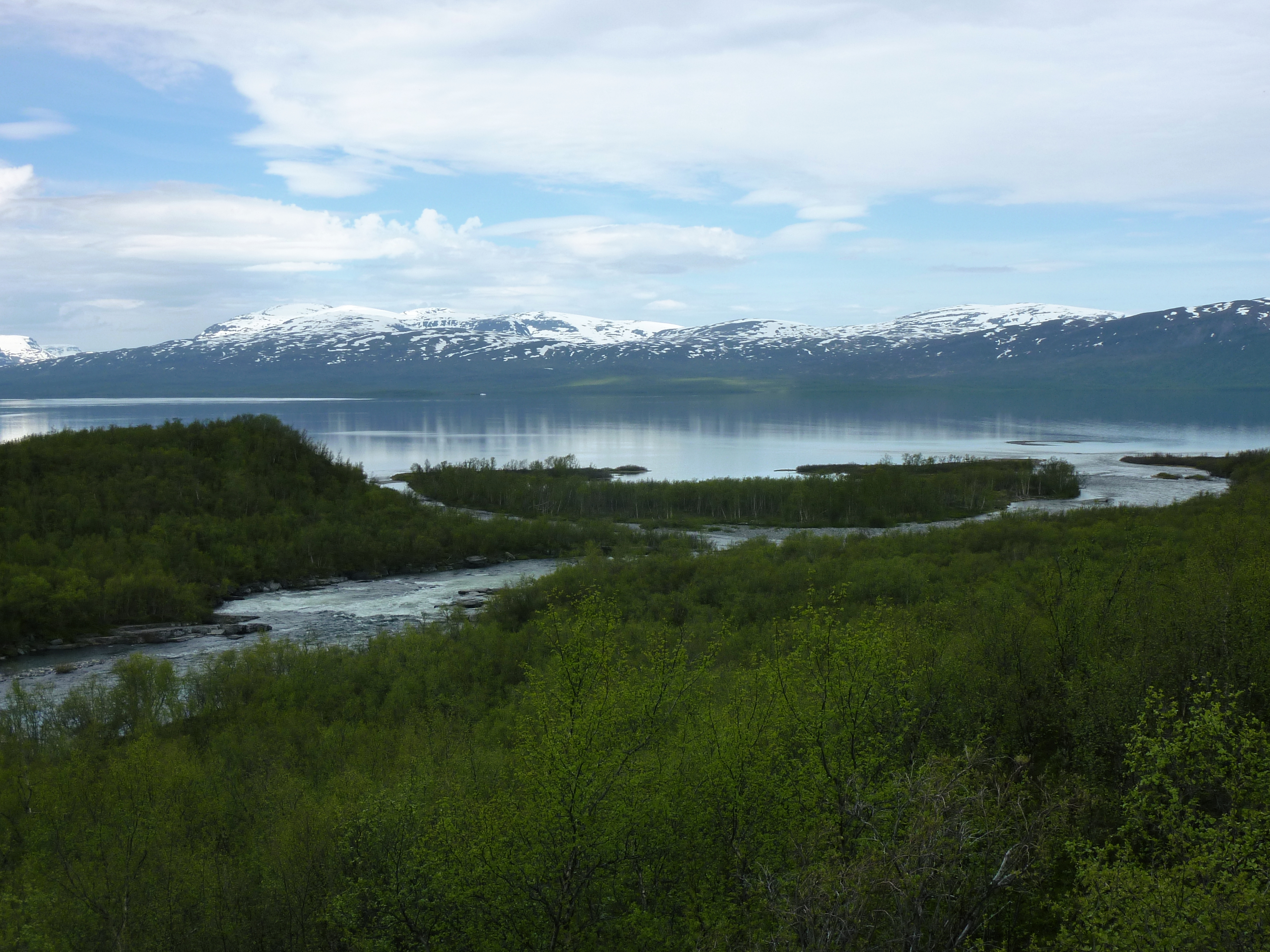
La foce del fiume Abiskojokk nel Torneträsk (giugno 2012).

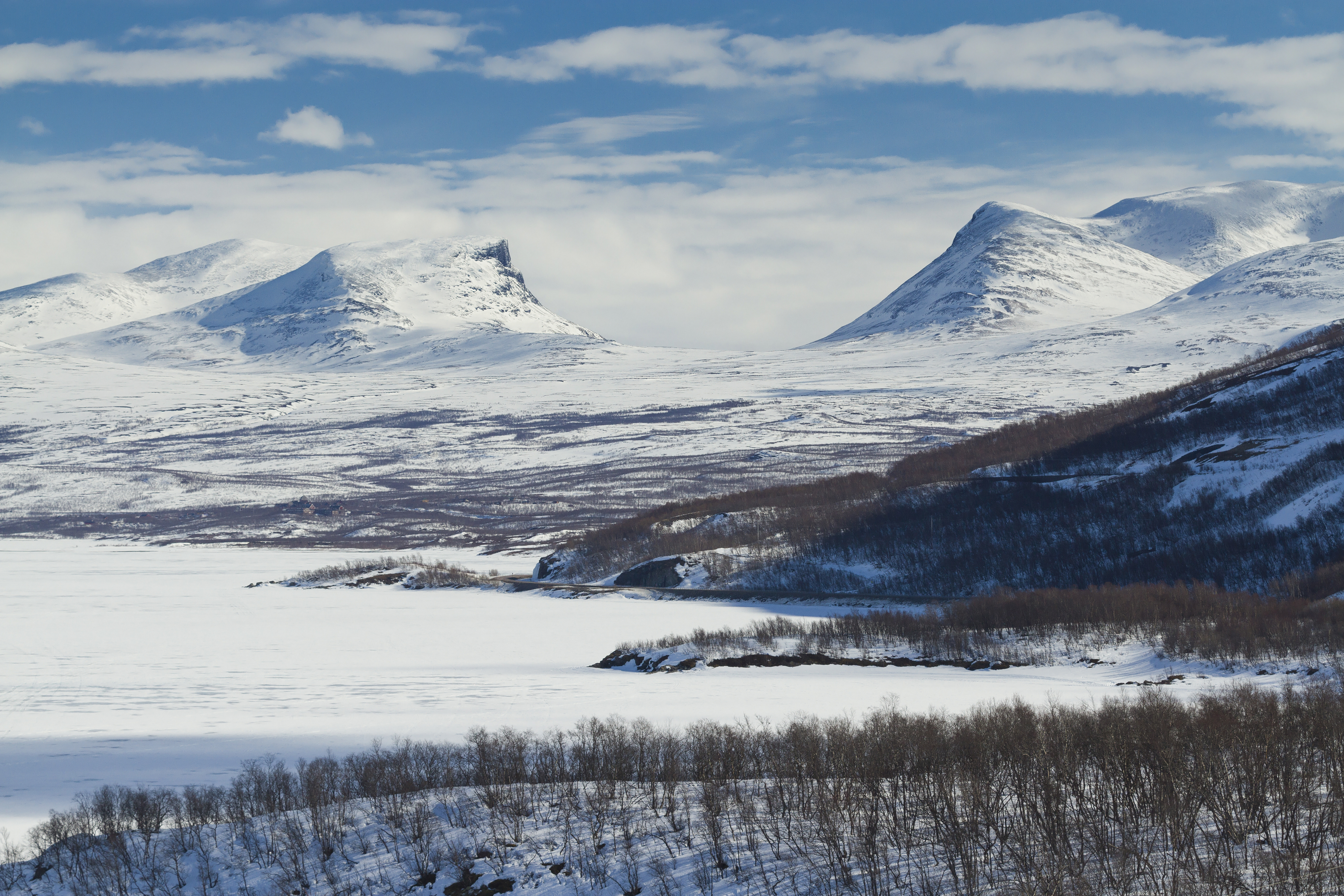
Il Torneträsk ghiacciato (aprile 2015).

Il lago si trova nel comune di Kiruna, nella Lapponia svedese, all'estremo nord della Svezia. I suoi 330 km² si sviluppano in una forma allungata di 70 km su un altipiano a 341 m s.l.m. dei Monti Scandinavi.
Il Torneträsk ha diversi immissari, tra cui si cita il fiume Abiskojokk, mentre l'unico emissario è il Torne.
Il lago sorge in un'area densa di aree protette: il parco nazionale Abisko lambisce la sua sponda sud-occidentale, quello di Vadvetjåkka si trova a pochi chilometri a nord-ovest, mentre il parco nazionale Rohkunborri è localizzato a nord in territorio norvegese.
Il Torneträsk ha origine glaciale che conferisce la classica forma allungata e le notevoli profondità (168 m) che ne fanno il secondo lago più profondo della Svezia. Solitamente la superficie del lago è ghiacciata da dicembre a giugno. Le zone circostanti il lago sono caratterizzate dalla presenza di permafrost, il cui spessore si riduce a causa del riscaldamento globale.